# Csepeli RC
Csepeli RC – węgierski męski klub siatkarski z siedzibą w Budapeszcie. Najbardziej utytułowany węgierski klub siatkarski.

## Historia
Chronologia nazw
- 1947: Csepeli Munkás Testedző Kör (MTK)
- 1949: Csepeli Vasas Testedző Kör (TK)
- 1957: Csepel SC
- 1994: Csepel SC - Kordax
- 1995: Csepel SC
- 2006: Csepeli Röplabda Club (RC)
- 2012: Gergi Háló - Csepeli RC

## Sukcesy
- Mistrzostwa Węgier:
  -  1. miejsce (16x): 1949, 1951, 1952, 1953, 1954, 1968, 1969, 1970, 1973, 1974, 1976, 1977, 1978, 1979, 1982, 1988
  -  2. miejsce (9x): 1949/50, 1950, 1967, 1971, 1972, 1975, 1980, 1981, 1995
  -  3. miejsce (9x): 1947, 1948, 1955, 1964, 1965, 1966, 1983, 1985, 1991
- Puchar Węgier:
  -  1. miejsce (13x): 1951, 1953, 1969, 1970, 1971, 1972, 1974, 1976, 1978, 1979, 1980, 1981, 1982, 1990
  -  2. miejsce (3x): 1952, 1955, 1995